# Eucamptodon scalarirete
Eucamptodon scalarirete är en bladmossart som beskrevs av B. C. Tan, H. P. Ramsay och Wilfred Borden Schofield 1996. Eucamptodon scalarirete ingår i släktet Eucamptodon och familjen Dicnemonaceae. Inga underarter finns listade i Catalogue of Life.